# Annunciazione (Tiziano Napoli)
L'Annunciazione è un dipinto olio su tela (281,5×193,5 cm) eseguito da Tiziano, databile al 1557 circa e conservato nel Museo nazionale di Capodimonte a Napoli.

## Storia
La tela fu commissionata dal ricco banchiere genovese Cosimo Pinelli, attivo a Napoli nelle attività commerciali di tessuti, per la cappella di famiglia sita sulla parete frontale del transetto sinistro della chiesa di San Domenico Maggiore, a Napoli. La cappella fu acquistata dal Pinelli intorno al 1546, con non pochi interventi di adeguamento infrastrutturali del complesso religioso, infatti per edificare l'ambiente si dovette allungare la profondità della parete del transetto su cui si apriva la cappella. L'altare maggiore venne quindi intitolato alla Vergine Annunciata nel 1557, anno riportato anche sull'architrave della cappella e nel quale si ritiene ricada la datazione della tela, che venne addossata alla parete frontale nella stessa data.
L'autografia della tela fu messa in discussione nel 1743 da Bernardo De Dominici, che invece la ritenne opera di Luca Giordano richiesta da un viceré, replica di un originale di Tiziano disperso. In realtà la tela del Giordano copia dell'Annunciazione di Capodimonte fu identificata successivamente con quella a Madrid, nella chiesa di San Ginés.
Agli inizi del Novecento il dipinto, finito nell'oblio, fu riscoperto e vide quindi il ripristino della corretta attribuzione grazie a Roberto Longhi, che gli dedicò particolari apprezzamenti, collocandolo cronologicamente agli ultimi anni del maestro veneziano. Il Longhi si soffermò anche nell'ambiente nel quale era ospitata l'opera, in grado di esaltarne la lettura grazie all'apertura sia del lucernario che della finestra sul lato sinistro, quest'ultima che accompagnava, con un gioco di luce, l'ingresso in scena dell'Arcangelo Gabriele.
Nel 1980 a seguito del terremoto dell'Irpinia la tela fu spostata dalla ubicazione originaria e ricollocata per motivi di sicurezza nel Museo nazionale di Capodimonte, dov'è tuttora esposta.

## Descrizione e stile
Il dipinto, ritenuto caposaldo della tarda maturità di Tiziano, mostra la scena dell'Annunciazione su un impianto che si scosta dall'iconografia classica rinascimentale anticipando in qualche modo alcune soluzioni barocche. Con un gioco di luci e ombre il pittore riesce a donare un senso ancor più di sofferenza e carica espressiva nei personaggi, conferendo alla composizione nel suo insieme una spiccata intensità religiosa, caratteristica questa tipica delle ultime tele del pittore.
Roberto Longhi si espresse sulla tela con particolari elogi: «[...] il gran fiorone dell’angelo preso dall’ombra nel gran boccio del viso s’impiuma nelle ali di dolce torpidezza,[...] le linee del volo nella veste hanno andari ellitici allentati e sfocati, e così lenti sono il moti della casacchetta di paradiso che un disegno leggero di broccatello ha il tempo di screziarla, come la natura ha tempo di operare miracoli in un fiore a lento sboccio. [...] Qui Tiziano ha trovato anche la sua forma, ma quanto intelletto ha dovuto riassorbire nella propria visione, per permettersi questo nu ovo romanticismo!».
Sull'inginocchiatoio dinanzi alla Vergine è la firma del pittore: «TITIANVS F.».